# Boys 'Round Here
"Boys 'Round Here" é uma canção do cantor norte-americano Blake Shelton, gravada para o seu sétimo álbum de estúdio Based on a True Story....Foi escrita por Dallas Davidson, Thomas Rhett, Craig Wiseman, enquanto que a produção ficou a cargo de Scott Hendricks.

## Antecedentes e composição
A canção é uma celebração de sua vida no sul. Shelton divide a canção com outras pessoas associadas a ele, como o grupo de sua esposa Piston Annies, RaeLynn, uma concorrente do The Voice, no qual Shelton é um juíz, e os compositores Dallas Davidson, Thomas Rhett.Na letra da canção, a banda britânica The Beatles é citada, dizendo que "Alguns garotos daqui não ouvem The Beatles". Rhett disse que a ideia dos compositores envolvidos era fazer uma canção com letras do campo.

## Recepção

### Recepção da crítica
Billy Dukes da Taste of Country deu a canção 4,5 de 5 estrelas, dizendo que "é intencionalmente idiota, mas esta canção é muito significante no ponto da carreira de cada um dos envolvidos.Levem isso muito a sério!". Matt Bjorke de Roughstock elogiou a sua instrumentação.A crítica menos favorável veio de Sam Gazdziak de Country Universe, dizendo que a canção é "machista, bruta e cheio de estereótipos da música country, uma vergonha para todos os envolvidos".

### Desempenho comercial
"Boys 'Round Here" estreou no número #44 na Hot Country Songs na semana de 06 de abril de 2013. Ela também estreou no número #19 sobre o gráfico da Billboard Country Airplay, em 13 de Abril de 2013. No mesmo dia, a canção estreou no número #67 da Billboard Hot 100.Na Canadian Hot 100 a canção estreou no número #60 na semana de 20 de Abril de 2013.

## Videoclipe
O vídeo de "Boys 'Round Here" foi dirigido por Trey Fanjoy, que também dirigiu o vídeo de seu single anterior, "Sure Be Cool If You Did". O vídeo estreou em Maio de 2013.

## Desempenho nas tabelas musicais
| Tabela musical (2013)                        | Melhor posição |
| -------------------------------------------- | -------------- |
| Canadá (Canadian Hot 100)                    | 12             |
| Estados Unidos (Billboard Hot 100)           | 12             |
| Estados Unidos (Billboard Country Airplay)   | 1              |
| Estados Unidos (Billboard Hot Country Songs) | 2              |

| País/Associação       | Certificação | Vendas     |
| --------------------- | ------------ | ---------- |
| Estados Unidos - RIAA | Ouro         | 1,000,000+ |